# På kanten af frihed
|  | Denne artikel er oprettet af botten Steenthbot ud fra en ekstern database. Den kan derfor have sproglige fejl eller mangler. Denne skabelon kan fjernes efter kontrol af indholdet. |

På kanten af frihed er en dansk dokumentarfilm fra 2017 instrueret af Anita Hopland og Jens Lengerke.

## Handling
Forestil dig at klatre op på toppen af antennen på en skyskraber og stå flere hundrede meter over jorden - uden faldskærm. Det er, hvad en gruppe unge og dødsforagtende, russiske 'roofers' gør i jagten på adrenalinrus, vilde selfies og en ny måde at udtrykke sig på i protest mod et autoritært samfund. I spidsen for gruppen er en ung kvinde, som armeret med GoPro-kameraer tager os med helt til tops. Og der er i den grad dømt både sved på panden og nogle ordentlige sug i maven, når hun fjernstyrer sit dronekamera fra spidsen af en kran flere hundrede meter over jorden. Men realiteterne venter dernede.